# Gara Bacău
Gara din Municipiul Bacău este cea mai importantă gară din acest oraș, precum și una dintre cele mai importante din nord - estul țării.

## Linii de cale ferată
Municipiul Bacău este punctul de intersecție dintre:
- Magistrala CFR 500: București - Ploiești - Buzău - Râmnicu Sărat - Focșani - Adjud - Bacău - Roman - Pașcani - Suceava - Vadu Siretului;
- Linia secundară 509: Bacău - Buhuși - Piatra Neamț - Bicaz;

În anul 2023, traficul de persoane din gara Bacău este preluat de peste 40 de trenuri care deservesc zilnic stația. Majoritatea este reprezentată de trenuri Regio, alături de 16 trenuri InterRegio și 2 trenuri InterCity.
Din Bacău există servicii zilnice spre: 
- București (pe relația Adjud - Focșani - Buzău - Ploiești Sud - București Nord);
- Iași (pe relația Roman - Pașcani - Iași);
- Constanța / Mangalia (numai în timpul sezonului estival, pe relația Adjud - Focșani - Buzău - Făurei - Fetești - Constanța - Mangalia);
- Bicaz, (pe relația Podoleni - Piatra Neamț - Bicaz);
- Suceava (pe relația Roman - Pașcani - Verești - Suceava);
- Botoșani (pe relația Roman - Pașcani - Verești - Botoșani);

Gara Bacău este o oprire importantă și pentru perechea de trenuri internaționale care fac legătura cu Republica Moldova.
- PRIETENIA: București - Ploiești - Buzău - Focșani - Bacău - Roman - Iași - Nicolina - Cristești Jijia - Ungheni - Chișinău.